# El Anayal
El Anayal är en ort i Mexiko.   Den ligger i kommunen Hueytamalco och delstaten Puebla, i den sydöstra delen av landet, 200 km öster om huvudstaden Mexico City. El Anayal ligger 670 meter över havet och antalet invånare är 195.
Terrängen runt El Anayal är huvudsakligen kuperad, men åt nordväst är den platt. Runt El Anayal är det ganska tätbefolkat, med 248 invånare per kvadratkilometer. Närmaste större samhälle är Teziutlan, 19,9 km söder om El Anayal. I omgivningarna runt El Anayal växer huvudsakligen savannskog.